# The Marina Torch
The Marina Torch (także: The Torch) – wieżowiec znajdujący się w Dubaju w Zjednoczonych Emiratach Arabskich. Budynek zaprojektował architekt Kagimu Serraj. Budynek otwarto w maju 2011 roku.

## Opis
Jest on wysoki na 348 m wysokości, a jego powierzchnia wynosi 111 832 m² (1,2 miliona stóp kwadratowych). Budynek stoi na 3 podziemnych piętrach oraz 4-piętrowym podium. Na 80 piętrach The Marina Torch znajdują się 504 apartamenty. Podziemne piętra oraz podium zajmuje parking na 536 samochodów. Piętra 5 i 6 mieszczą basen, aerobik oraz kafeterię.
The Marina Torch w 2011 był najwyższym mieszkalnym budynkiem na świecie.
20 lutego 2015 roku wybuchł pożar na szczycie The Marina Torch. Pożar rozprzestrzenił się w ciągu półtorej godziny na prawie 60 pięter.
W nocy z 3 na 4 sierpnia 2017 w budynku ponownie doszło do pożaru, który udało się ugasić po 2 godzinach.

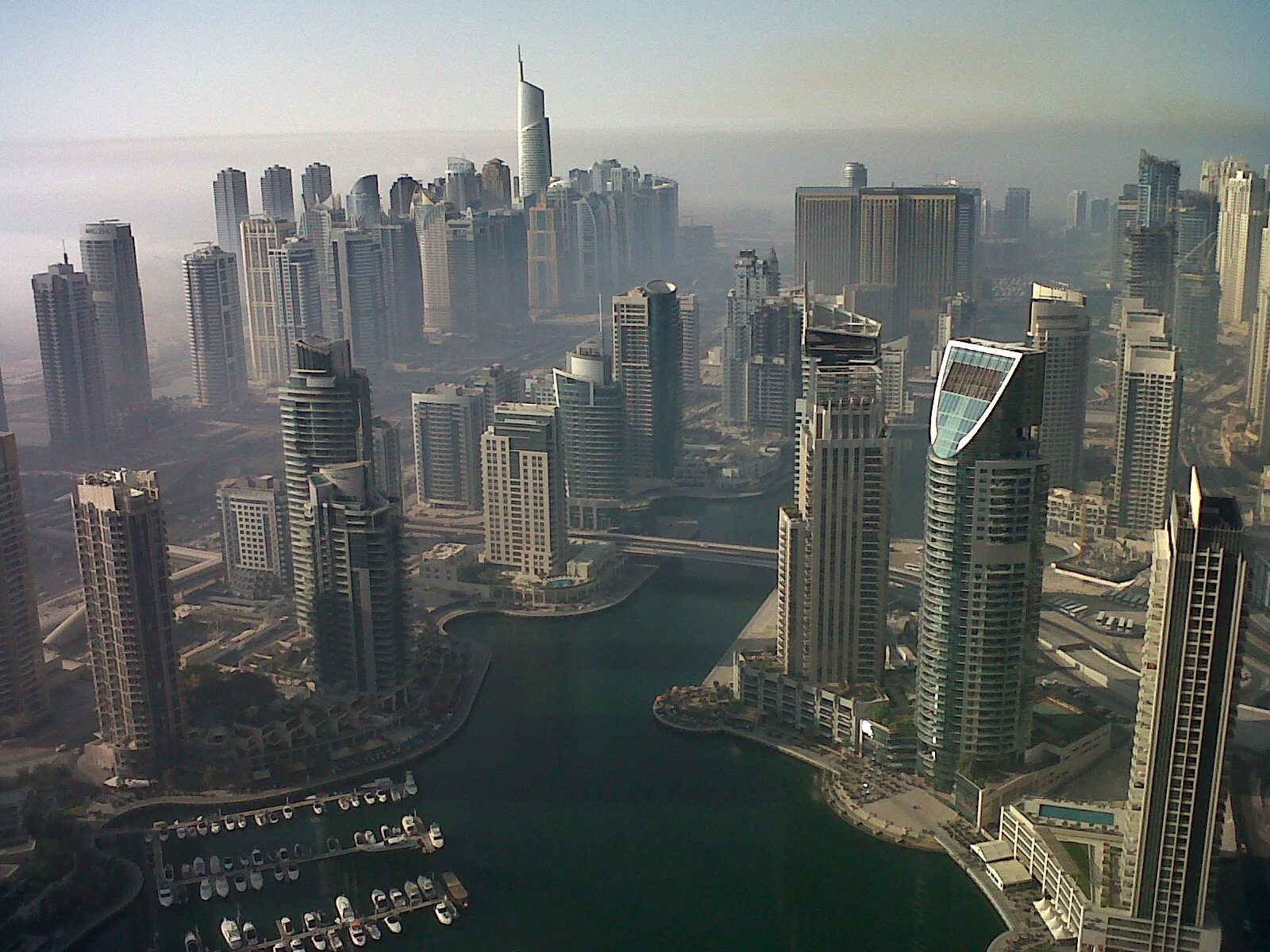
Widok z 64 piętra The Marina Torch na Dubai Marinę, 2011.